# 11431 Карелбосша
11431 Карелбосша (11431 Karelbosscha) — астероїд головного поясу, відкритий 13 травня 1971 року.
Тіссеранів параметр щодо Юпітера — 3,189.